# Meguro meridional
Meguro meridional (下目黒 Shimo-Meguro?) es una estampa japonesa de estilo ukiyo-e obra de Katsushika Hokusai. Fue producida entre 1830 y 1832 como parte de la célebre serie Treinta y seis vistas del monte Fuji, a finales del período Edo. La impresión muestra un paisaje rural, con los tejados de las cabañas, campesinos, peregrinos y el monte Fuji en la distancia.

## Escenario
El grabado muestra un área rural, donde se trabaja la agricultura entre colinas. Ubicado en el actual distrito de Meguro en Tokio, su topografía escarpada hacía del lugar un escenario apto para la cetrería. Se creía que la zona era donde los shōgun cazaban con halcones. En la parte inferior derecha dos halconeros se sitúan en el camino, con un granjero arrodillado ante ellos. La mayoría de estos campesinos durante el período Edo vivían en casas con techos de paja —como refleja la impresión—. Este paisaje retrata una época donde el hombre toma una azada para cultivar los campos, mientras la mujer lleva a su hijo a la espalda para también ir a trabajar.

## Descripción
EL paisaje se muestra ondulante, con el monte Fuji situado estático en el centro. El patrón escalonado entre las colinas sirve para mostrar los campos de vegetales que los separaban de la montaña. Hokusai representa una escena cotidiana idílica: los dos cetreros con un halcón posado sobre el brazo de uno, el granjero a su lado postrado, la mujer en el centro con su bebé a la espalda y el hombre que sube la pendiente a la izquierda portando una azada.